# Paragaleus pectoralis
Paragaleus pectoralis är en hajart som först beskrevs av Garman 1906.  Paragaleus pectoralis ingår i släktet Paragaleus och familjen Hemigaleidae. IUCN kategoriserar arten globalt som otillräckligt studerad. Inga underarter finns listade i Catalogue of Life.